# Giải BAFTA lần thứ 56
Giải BAFTA lần thứ 56 được trao bởi Viện Hàn lâm Nghệ thuật Điện ảnh và Truyền hình Anh Quốc năm 2003 để tôn vinh những bộ phim xuất sắc nhất năm 2002.
Nghệ sĩ dương cầm đoạt giải Phim hay nhất và Đạo diễn xuất sắc nhất cho Roman Polanski. Daniel Day-Lewis đoạt giải Nam diễn viên chính xuất sắc nhất với phim Gangs of New York còn Nicole Kidman đoạt giải Nữ diễn viên chính xuất sắc nhất với vai diễn trong The Hours. Christopher Walken đoạt giải Nam diễn viên phụ xuất sắc nhất cho phim Catch Me If You Can còn Catherine Zeta-Jones đoạt giải Nữ diễn viên phụ xuất sắc nhất với phim Chicago. The Warrior do Asif Kapadia làm đạo diễn được chọn là phim Anh hay nhất năm 2002.

## Chiến thắng và đề cử

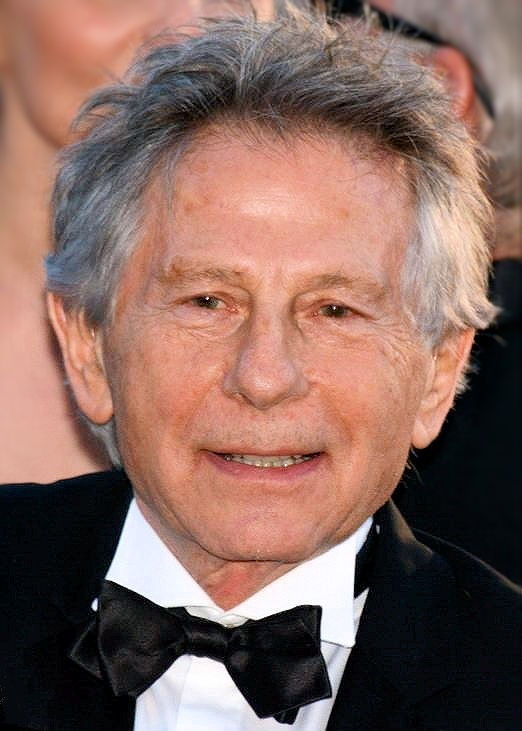
Roman Polanski, Đạo diễn xuất sắc nhất

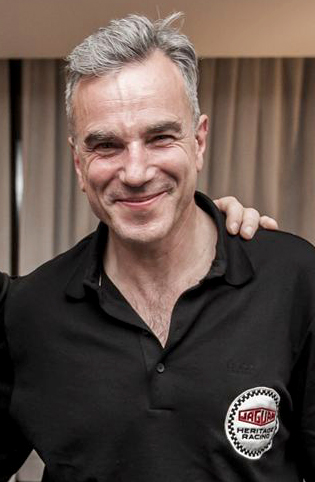
Daniel Day-Lewis, Nam diễn viên chính xuất sắc nhất

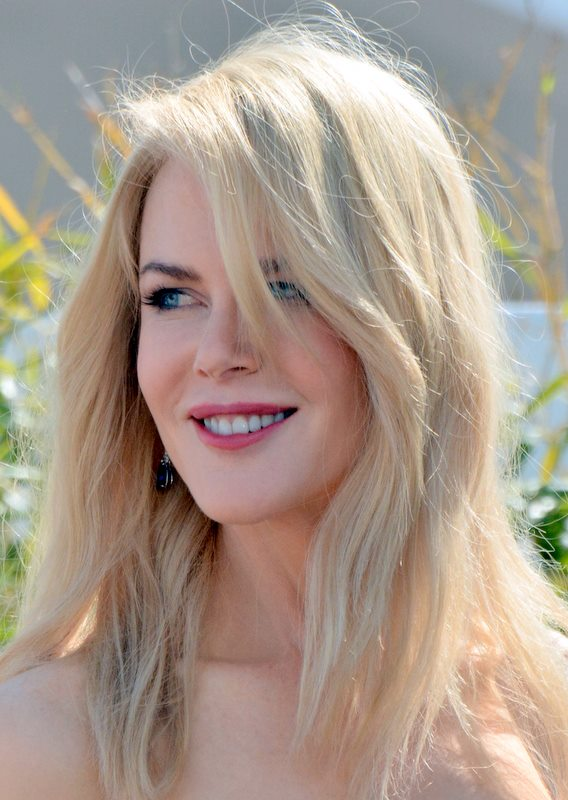
Nicole Kidman, Nữ diễn viên chính xuất sắc nhất

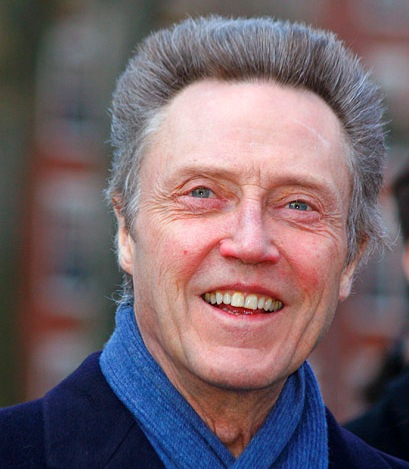
Christopher Walken, Nam diễn viên phụ xuất sắc nhất

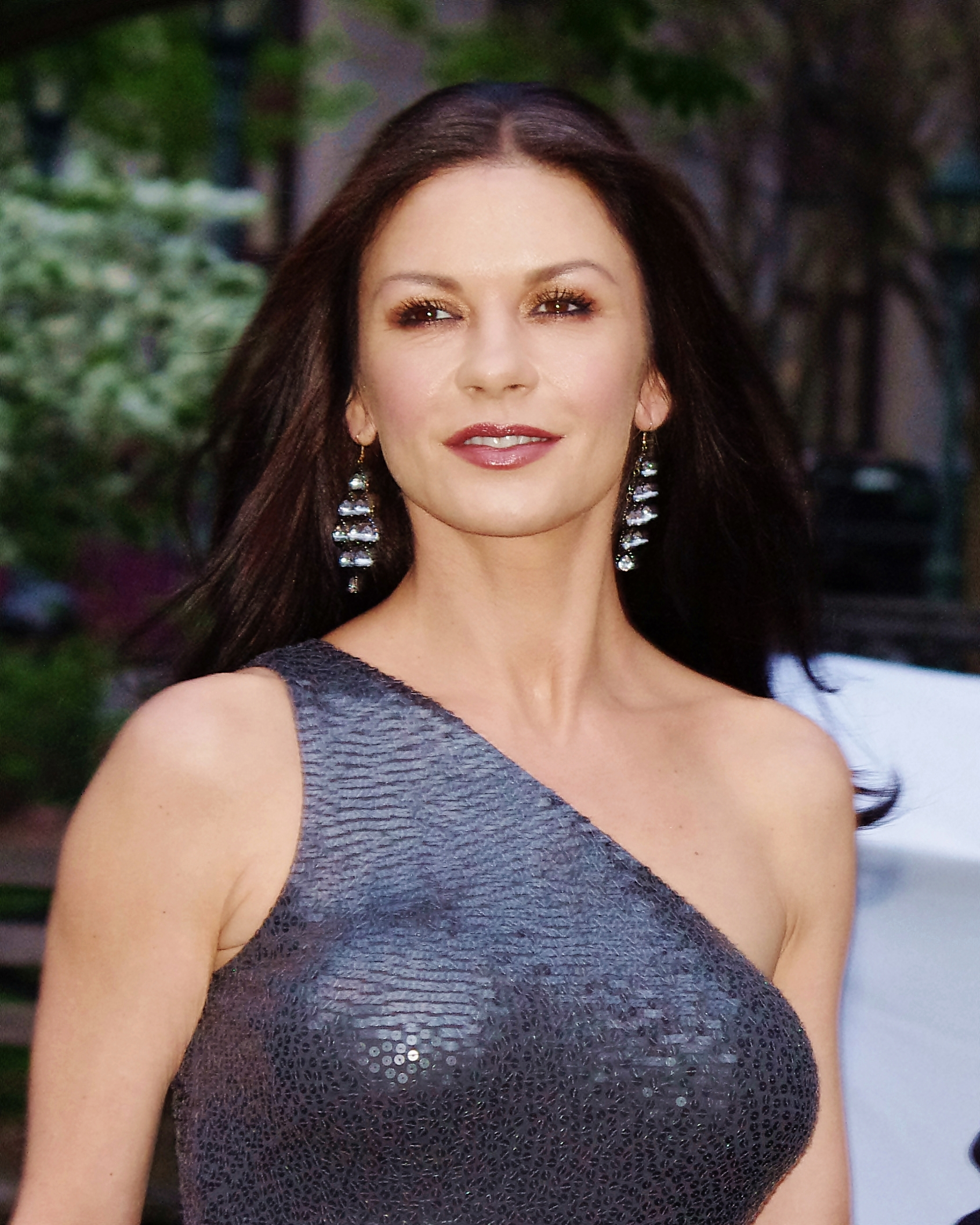
Catherine Zeta-Jones, Nữ diễn viên phụ xuất sắc nhất

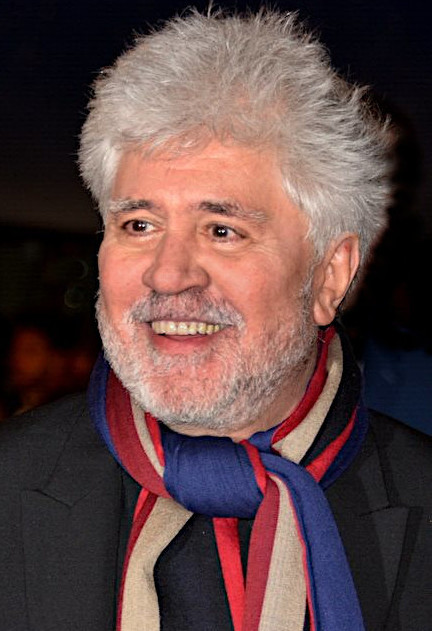
Pedro Almodóvar, Kịch bản gốc xuất sắc nhất

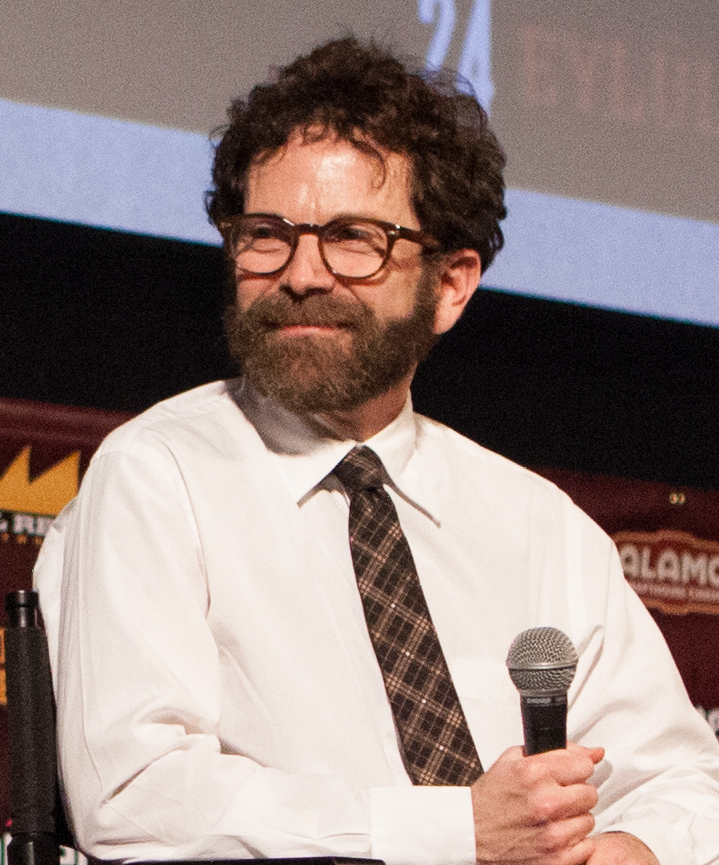
Charlie Kaufman, Kịch bản chuyển thể xuất sắc nhất

| Phim hay nhất Nghệ sĩ dương cầm – Roman Polanski, Robert Benmusso và Alain Sarde - Chicago – Martin Richards - Gangs of New York – Alberto Grimaldi và Harvey Weinstein - The Hours – Scott Rudin và Robert Fox - Chúa tể những chiếc nhẫn: Hai tòa tháp – Barrie M. Osborne, Fran Walsh và Peter Jackson | Đạo diễn xuất sắc nhất Roman Polanski – Nghệ sĩ dương cầm - Martin Scorsese – Gangs of New York - Peter Jackson – Chúa tể những chiếc nhẫn: Hai tòa tháp - Rob Marshall – Chicago - Stephen Daldry – The Hours |
| Nam diễn viên chính xuất sắc nhất Daniel Day-Lewis – Gangs of New York vai William Cutting - Adrien Brody – Nghệ sĩ dương cầm vai Władysław Szpilman - Jack Nicholson – About Schmidt vai Warren Schmidt - Michael Caine – Người Mỹ trầm lặng vai Thomas Fowler - Nicolas Cage – Adaptation vai Charlie Kaufman | Nữ diễn viên chính xuất sắc nhất Nicole Kidman – The Hours vai Virginia Woolf - Halle Berry – Monster's Ball vai Leticia Musgrove - Meryl Streep – The Hours vai Clarissa Vaughan - Renée Zellweger – Chicago vai Roxie Hart - Salma Hayek – Frida vai Frida Kahlo |
| Nam diễn viên phụ xuất sắc nhất Christopher Walken – Catch Me If You Can vai Frank Abagnale Cha - Alfred Molina – Frida vai Diego Rivera - Chris Cooper – Adaptation vai John Laroche - Ed Harris – The Hours vai Richard Brown - Paul Newman – Road to Perdition vai John Rooney | Nữ diễn viên phụ xuất sắc nhất Catherine Zeta-Jones – Chicago vai Velma Kelly - Julianne Moore – The Hours vai Laura Brown - Meryl Streep – Adaptation vai Susan Orlean - Queen Latifah – Chicago vai Matron "Mama" Morton - Toni Collette – About a Boy vai Fiona Brewer |
| Kịch bản gốc xuất sắc nhất Talk to Her – Pedro Almodóvar - Dirty Pretty Things – Steven Knight - Gangs of New York – Jay Cocks, Steven Zaillian và Kenneth Lonergan - The Magdalene Sisters – Peter Mullan - Y Tu Mamá También – Carlos Cuarón và Alfonso Cuarón | Kịch bản chuyển thể xuất sắc nhất Adaptation – Charlie Kaufman - About a Boy – Peter Hedges, Chris Weitz và Paul Weitz - Catch Me If You Can – Jeff Nathanson - The Hours – David Hare - Nghệ sĩ dương cầm – Ronald Harwood |
| Quay phim xuất sắc nhất Road to Perdition – Conrad Hall - Chicago – Dion Beebe - Gangs of New York – Michael Ballhaus - Chúa tể những chiếc nhẫn: Hai tòa tháp – Andrew Lesnie - Nghệ sĩ dương cầm – Paweł Edelman | Thiết kế phục trang xuất sắc nhất Chúa tể những chiếc nhẫn: Hai tòa tháp – Ngila Dickson và Richard Taylor - Catch Me If You Can – Mary Zophres - Chicago – Colleen Atwood - Frida – Julie Weiss - Gangs of New York – Sandy Powell |
| Dựng phim xuất sắc nhất Thành phố của Chúa – Daniel Rezende - Chicago – Martin Walsh - Gangs of New York – Thelma Schoonmaker - The Hours – Peter Boyle - Chúa tể những chiếc nhẫn: Hai tòa tháp – Michael J. Horton | Hóa trang và làm tóc xuất sắc nhất Frida – Judy Chin, Beatrice De Alba, John E. Jackson và Regina Reyes - Chicago – Jordan Samuel và Judi Cooper Sealy - Gangs of New York – Manlio Rocchetti và Aldo Signoretti - The Hours – Ivana Primorac, Conor O'Sullivan và Jo Allen - Chúa tể những chiếc nhẫn: Hai tòa tháp – Peter Owen, Peter King và Richard Taylor |
| Nhạc phim hay nhất The Hours – Philip Glass - Catch Me If You Can – John Williams - Chicago – Danny Elfman, John Kander và Fred Ebb - Gangs of New York – Howard Shore, Robbie Robertson và The Edge - Nghệ sĩ dương cầm – Wojciech Kilar | Thiết kế sản xuất xuất sắc nhất Road to Perdition – Dennis Gassner - Chicago – John Myhre - Gangs of New York – Dante Ferretti - Harry Potter và Phòng chứa Bí mật – Stuart Craig - Chúa tể những chiếc nhẫn: Hai tòa tháp – Grant Major |
| Âm thanh xuất sắc nhất Chicago – Michael Minkler, Dominick Tavella, David Lee và Maurice Schell - Gangs of New York – Tom Fleischman, Ivan Sharrock, Eugene Gearty và Philip Stockton - Harry Potter và Phòng chứa Bí mật – Randy Thom, Dennis Leonard, John Midgley, Ray Merrin, Graham Daniel và Rick Kline - Chúa tể những chiếc nhẫn: Hai tòa tháp – Ethan Van der Ryn, David Farmer, Mike Hopkins, Hammond Peek, Christopher Boyes, Michael Semanick và Michael Hedges - Nghệ sĩ dương cầm – Jean-Marie Blondel, Dean Humphreys và Gerard Hardy | Hiệu ứng hình ảnh đặc biệt xuất sắc nhất Chúa tể những chiếc nhẫn: Hai tòa tháp – Jim Rygiel, Joe Letteri, Randall William Cook và Alex Funke - Gangs of New York – Bruce Steinheimer, Michael Owens, Ed Hirsh và Jon Alexander - Harry Potter và Phòng chứa Bí mật – Jim Mitchell, Nick Davis, John Richardson, Bill George và Nick Dudman - Minority Report – Scott Farrar, Michael Lantieri, Nathan McGuinness và Henry LaBounta - Người Nhện – John Dykstra, Scott Stokdyk, Anthony LaMolinara và John Frazier |
| Giải BAFTA cho phim Anh hay nhất The Warrior – Bertrand Faivre và Asif Kapadia - Bend It Like Beckham – Deepak Nayar và Gurinder Chadha - Dirty Pretty Things – Tracey Seaward, Robert Jones và Stephen Frears - The Hours – Scott Rudin, Robert Fox và Stephen Daldry - The Magdalene Sisters – Frances Higson và Peter Mullan | Đạo diễn, Biên kịch, Nhà sản xuất đầu tay người Anh nổi bật The Warrior – Asif Kapadia (Biên kịch/Đạo diễn) - AKA – Duncan Roy (Biên kịch/Đạo diễn) - Christie Malry's Own Double-Entry – Simon Bent (Biên kịch) - Lost in La Mancha – Lucy Darwin (Sản xuất) |
| Phim hoạt hình ngắn hay nhất Fish Never Sleep – Gaelle Denis - The ChubbChubbs! – Jacquie Barnbrook, Eric Armstrong và Jeff Wolverton - The Dog Who Was a Cat Inside – Andrew Ruhemann, Siân Rees và Siri Melchoir - Sap – Lucie Wenigerova và Kim Hyun-joo - Wedding Espresso – Jonathan Bairstow, Sandra Ensby và Lesley Glaister | Phim ngắn hay nhất My Wrongs 8245–8249 & 117 – Mark Herbert và Chris Morris - Bouncer – Natasha Carlish, Sophie Morgan, Michael Baig-Clifford và Geoff Thompson - Candy Bar Kid – Benjamin Johns và Shan Khan - Good Night – Yoac Factor và Chun Sun-young - The Most Beautiful Man in the World – Hugh Welchman và Alicia Duffy - Rank – Andrew O'Connell, David Yates và Robbie McCallum |
| Phim không nói tiếng Anh hay nhất Talk to Her – Agustín Almodóvar và Pedro Almodóvar - Thành phố của Chúa – Andrea Barata Ribeiro, Mauricio Andrade Ramos và Fernando Meirelles - Devdas – Bharat Shah và Sanjay Leela Bhansali - The Warrior – Bertrand Faivre và Asif Kapadia - Y Tu Mamá También – Jorge Vergara và Alfonso Cuarón | |

## Thống kê
| Số lượng | Phim                                   |
| -------- | -------------------------------------- |
| 12       | Chicago                                |
| 12       | Gangs of New York                      |
| 11       | The Hours                              |
| 9        | Chúa tể những chiếc nhẫn: Hai tòa tháp |
| 7        | Nghệ sĩ dương cầm                      |
| 4        | Adaptation                             |
| 4        | Catch Me If You Can                    |
| 4        | Frida                                  |
| 3        | Harry Potter và Phòng chứa Bí mật      |
| 3        | Road to Perdition                      |
| 3        | The Warrior                            |
| 2        | About a Boy                            |
| 2        | Thành phố của Chúa                     |
| 2        | Dirty Pretty Things                    |
| 2        | The Magdalene Sisters                  |
| 2        | Talk to Her                            |
| 2        | Y Tu Mamá También                      |

| Số lượng | Phim                                   |
| -------- | -------------------------------------- |
| 2        | Chicago                                |
| 2        | The Hours                              |
| 2        | Chúa tể những chiếc nhẫn: Hai tòa tháp |
| 2        | Nghệ sĩ dương cầm                      |
| 2        | Road to Perdition                      |
| 2        | Talk to Her                            |
| 2        | The Warrior                            |